# Защипіна Наталія Олександрівна
Наталія Олександрівна Защипіна нар. (14 січня 1939 , Москва ) — радянська і російська актриса театру та кіно. Заслужена артистка РРФСР (1972).

## Біографія
У віці чотирьох років була відібрана режисером Віктором Ейсимонтом для зйомок у фільмі «Жила-була дівчинка». зіграла роль Каті — маленької блокадниці, яка пережила весь жах блокади Ленінграда. Так відбувся її акторський дебют у кінематографі. Поки дівчинка росла, вона знімалася досить багато: в 1945 році знялася в ролі Лидочки у фільмі Іллі Фреза «Слон та мотузочок» (у тому фільмі вона знімалася разом з Фаїною Раневською), у 1948 році — фільм «Першокласниця» Іллі Фреза, у 1949 році — «У них є Батьківщина» Олександра Файнциммера. Оцінюючи успіх даних картин, діячі мистецтв Слава Цукерман і Борис Парамонов називали дівчинку «радянською Ширлі Темпл».
Ближче до закінчення школи стала замислюватися над свою майбутньою професію. Мама наполягала на тому, щоб йшла навчатися на піаністку, але сама мріяла про професію акторки. Разом зі своїми друзями спробувала вступити до театральних вишів Москви, але її переслідували невдачі — у приймальних комісіях вважали, що дівчина розпещена кіно. Глибокої осені 1954 року, вона вступила на акторський факультет Всеросійського державного інституту кінематографії, на курс Ольги Пижової. Під час вступу довелося приховати свій кінематографічний досвід, і педагог дізналася, що на її курсі навчається досить відома юна кіноактриса, лише на другому курсі. Виш закінчила в 1961 році.
Після ВДІКу вирішила йти не на «Мосфільм», а пішла до театру. Її відразу взяли до Московського академічного театру сатири. Головний режисер театру Валентин Плучек відразу поставив молодій актрисі умову: спочатку вона повинна стати гарною актрисою, а до тих пір, поки цього не відбудеться, зніматися не можна. І не брала жодної пропозиції зніматися, хоча таких було багато. Проте наприкінці 1960-х років потік запрошень зніматися вичерпався. Її появи після цього епізодичні чи пов'язані з перенесенням на телеекран вистав Театру сатири.
В 1961 році була однією з перших ведучих КВК. Також подарувала свій голос іноземним мультиплікаційним персонажам головних героїв диснеївських мультсеріалів: бурундуку Чіпу з мультфільму «Чіп і Дейл поспішають на допомогу», місіс Клювдії з «Качиних історій» та Міранді з «Чокнутого».

## Творчість

### Ролі в театрі
Московський академічний театр Сатири
- 1973 — «Пеппі Довгапанчоха»[6] — Пеппі
- 1974 — «Маленькі комедії великого будинку» — Дружина
- 2000 — «Неаполь — місто мільйонерів»[7] — Ассунта, племінниця Аделаїди
- 2002 — «Гра»[8] — пані Атуєва
- 2010 — «Як пришити стареньку» — страховий агент
- 2011 — «Вечірній виїзд товариства сліпих»[9] — щаслива бабуся з онуком в колясці
- 2018 — «Де ми?!…» Родіона Овчинникова[10] — друга мати

#### Радіоспектаклі
- 1978 — Неймовірні пригоди Буратіно та його друзів — лисиця Аліса

### Ролі в кіно
- 1944 — Жила-була дівчинка — Катя
- 1945 — Слон і мотузочок — Лидочка
- 1948 — Першокласниця — Маруся Орлова
- 1949 — У них є Батьківщина — Іра Соколова
- 1950 — Донецькі шахтарі — онука Горохових (немає в титрах)
- 1951 — У степу — Оля Чумакова
- 1954 — Діти партизана — Олеся Гречна
- 1958 — Ваня — Лена Крильцова
- 1961 — Євдокія — Катя
- 1969 — Швейк у Другій світовій війні (телеспектакль) — господиня трактиру «У чаші», Анна Копецька
- 1971 — Малюк і Карлсон, який живе на даху
- 1975 — Маяковський сміється, або Клоп-75
- 1975 — Це ми не проходили — Ніна Красікова, мати Міті
- 2003 — Love-сервіс — співробітниця фірми
- 2004 — Детектив по-російські — теща Івана
- 2004 — Життя шкереберть — сусідка
- 2005 — Садиба — бомжиха
- 2008 — Вероніка не прийде — Люба, секретарка Вероніки (літня)
- 2010 — Іграшки — Єлизавета Павлівна Суворова
- 2019 — А у нас у дворі... (2-й сезон) — Тамара Павлівна, консьєржка

### Дубляж і закадрове озвучення
- 1948 — Квітка-семибарвиця (мультфільм) — Женя
- 1984 — 1986 — Спрут — Ельза Каттані, Ольга Камастра (1-ша та 2-га частини, закадрове озвучення Центральне телебачення СРСР, 1986 р.)
- 1992 — Світ кролика Пітера — місіс Пуш
- 1990 — Твін Пікс[11][12] — Кетрін Мартелл, Сара Палмер, Норма Дженнінгс, Леді З Поліном, Надін Герлі (закадровий переклад ДТРК «Останкіно»)
- 1990 — Чіп і Дейл поспішають на допомогу[13] — Чіп, Ірвіна Аллен (у серіях «Бджоли — справа ризикована»), Кісмет (у серіях «Не щастить, так не щастить»), Кассандра (у серіях «Не щастить, так не щастить») (дубляж Телевізійна студія кінопрограм 1990—1991, 52-і серії)
- 1990—1992, 1994 — Качині історії — місіс Клювдия, кореспондент Вебра Уолтерс, Золотко Голді, Матуся Гавс (2 сезон), місіс Крякшелл, Афродаки (у серіях «День святого валентина»), другорядні персонажі
- 1991 — Дива на обертасах — Кицюня Кабудл (І зорі меркнуть), Муфик Вандершмер, бегемотиха (Час не чекає) (дубляж Телевізійної студії кінопрограм «Останкіно» 1991—1992 рр.)
- 1993 — Каспер і його друзі — Мама Каспера, матуся Г'ю, золота рибка, дружина мсьє Ренуара, миші, качині скаути, деякі епізодичні жіночі ролі (Дубляж телевізійної студії кінопрограм «Останкіно» 1992—1993 рр.)
- 1993 — Справжні мисливці за привидами — мадам Лафарж
- 1994 — Кіт Фелікс — інші ролі в епізодах
- 1994 — Баскетбольний лихоманка — Івон (в 15-й серії), епізодичні персонажі
- 1994 — Війна роботів — Crasher
- 1994 — Топо Джиджио (закадровий переклад)
- 1995 — Русалонька — мама Себастьяна (студія «Піфагор» на замовлення РТР, 1995 р.)
- 1996 — Чокнутий — Міранда Відважна (45-65 серії), Диландра «Діл» Пікель (у серії «Коли тато зайнятий»), Оленя (у серії «Рознощик квітів») (дубляж студії «Піфагор» за замовленням РТР, 1996)
- 1997 — Олівер Твіст — Шахрай, жіночі персонажі